# Hazas de Cesto
Hazas de Cesto es un municipio y una localidad de la comunidad autónoma de Cantabria (España) en la comarca de Trasmiera. Limita al norte con el municipio de Meruelo y Escalante, al este con Bárcena de Cicero y Voto, al sur con Solórzano y al oeste con Ribamontán al Monte.
El municipio está atravesado por el río Campiazo, la autovía A-8, la carretera nacional N-634 y la línea de FEVE Santander-Bilbao.

## Historia
Las primeras noticias documentadas sobre Hazas de Cesto las encontramos en el Cartulario de Santa María del Puerto (Santoña) y datan de 1213. El Becerro de las Behetrías, de 1351, la sitúa bajo la dependencia de la casa de Solórzano. 
Posteriormente, en el Catastro del Marqués de la Ensenada, realizado en 1753, se indica que es de realengo.
Antes de constituirse en ayuntamiento constitucional (siglo XIX) formó parte de la Junta de Cesto desde la Edad Media.

## Geografía
Integrado en la comarca de Trasmiera, la capital, Beranga, se sitúa a 31 kilómetros de Santander. El término municipal está atravesado por la Autovía del Cantábrico (A-8) y por la carretera nacional N-634, entre los pK 183 y 189, además de por las carreteras autonómicas CA-147, que se dirige hacia Noja, y CA-269, que conecta con Solórzano. 
El relieve del municipio está definido por el río Campiazo y las montañas que limitan el valle. La altitud oscila entre los 393 metros al oeste y los 30 metros al norte, a orillas del río Campiazo. Beranga se alza a 50 metros sobre el nivel del mar.
| Noroeste: Ribamontán al Monte             | Norte: Meruelo | Nordeste: Escalante     |
| Oeste: Ribamontán al Monte                |                | Este: Bárcena de Cicero |
| Suroeste: Ribamontán al Monte y Solórzano | Sur: Solórzano | Sureste: Voto           |

## Patrimonio
De este municipio destaca el edificio de los Corros, en Beranga, bien inventariado, y la iglesia principal, del siglo XVI, con añadidos del siglo XIX.

## Demografía
Hazas de Cesto cuenta con una población de 1865 habitantes (INE 2024).
| Gráfica de evolución demográfica de Hazas de Cesto entre 1842 y 2021                                                |
| |
| Población de derecho según los censos de población del INE Población de hecho según los censos de población del INE |

Las nuevas cifras del Instituto Cántabro de Estadística asignan al municipio de Hazas de Cesto una población de 1580 habitantes (2020). El descenso de la población comenzó a mediados del siglo pasado, cambiando la situación con el inicio del siglo XXI; desde entonces el crecimiento demográfico es notable.

## Administración y política

### Gobierno municipal
Alejandro Llano Martínez (PRC) es el actual alcalde del municipio.
| Partido político                         | 2023  | 2023  | 2023       | 2019  | 2019  | 2019       | 2015  | 2015  | 2015       | 2011  | 2011  | 2011       | 2007  | 2007  | 2007       | 2003  | 2003  | 2003       |
| Partido político                         | Votos | %     | Concejales | Votos | %     | Concejales | Votos | %     | Concejales | Votos | %     | Concejales | Votos | %     | Concejales | Votos | %     | Concejales |
| Partido Popular (PP)                     | 445   | 38,96 | 4          | 383   | 36,75 | 3          | 166   | 17,10 | 1          | 315   | 33,76 | 3          | 239   | 25,18 | 2          | 241   | 25,64 | 2          |
| Partido Socialista Obrero Español (PSOE) | 348   | 30,47 | 3          | 98    | 9,40  | 1          | 135   | 13,90 | 1          | 110   | 11,79 | 1          | 129   | 13,59 | 1          | 234   | 24,89 | 2          |
| Partido Regionalista de Cantabria (PRC)  | 260   | 22,76 | 2          | 417   | 40,01 | 4          | 440   | 45,31 | 5          | 380   | 40,73 | 4          | 385   | 40,57 | 4          | 97    | 10,32 | 1          |
| Ciudadanos (CS)                          | 83    | 7,26  | 0          | 138   | 13,24 | 1          | —     | —     | —          | —     | —     | —          | —     | —     | —          | —     | —     | —          |
| La Unión (LU)                            | —     | —     | —          | —     | —     | —          | 213   | 21,94 | 2          | 112   | 12,00 | 1          | 186   | 19,60 | 2          | —     | —     | —          |
| CC.II                                    | —     | —     | —          | —     | —     | —          | —     | —     | —          | —     | —     | —          | —     | —     | —          | 181   | 19,26 | 2          |
| Unidad Cántabra (UCn)                    | —     | —     | —          | —     | —     | —          | —     | —     | —          | —     | —     | —          | —     | —     | —          | 177   | 18,83 | 2          |

### Organización territorial
- Beranga, (capital)
- Hazas de Cesto
- Praves